# 네온 사인

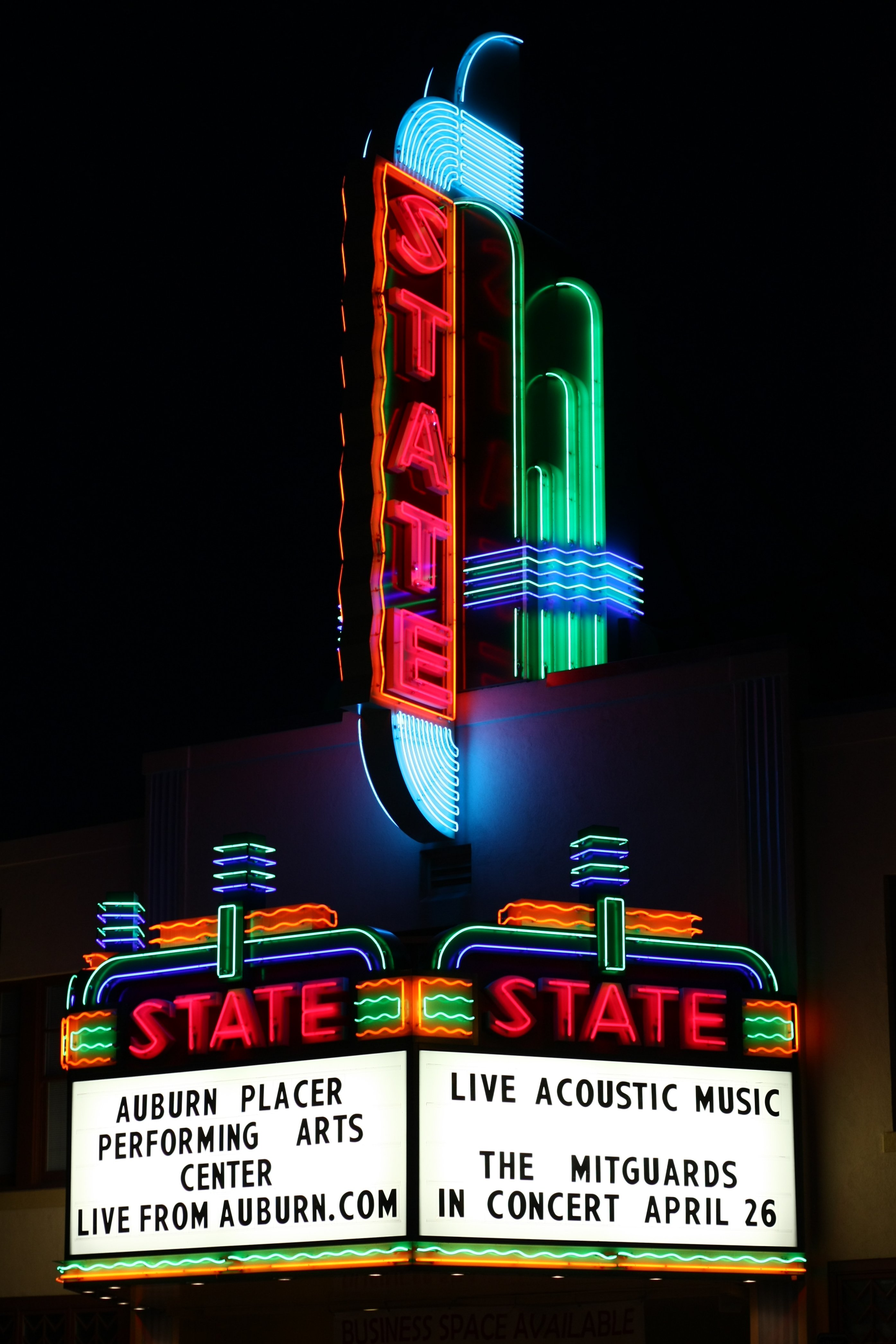
1937년 미국 캘리포니아 극장의 네온 사인 간판

네온 사인(영어: neon sign, 문화어: 네온싸인)은 모양을 내어 구부린 유리로 만든 진공관에 소량의 기체를 저압으로(수 mmHg)봉입하고, 철 또는 구리로 만든 유리관 양쪽의 두 원통 모양 전극에서 수백~수만 V의 전류를 방전시켜서 빛을 내도록 만든 등이다. 주로 광고를 위해 자주 쓰인다.
이 등은 형광등과 마찬가지로 방전을 이용한 방전등으로, 내부의 기체가 이온화하여 빛을 낸다. 두 종류 이상의 기체를 혼합하여 다양한 색을 내기도 하는데, 유리관이 내는 색은 봉입된 기체의 종류에 따라 달라진다. 질소는 노란색, 산소는주황색,
네온은 붉은색, 이산화탄소는 흰색, 수은증기는 청록색, 헬륨은 분홍색 빛을 낸다. 네온 사인은 최초 동작개시 전압이 높으나, 전류가 흐르기 시작하면 저항이 급격히 낮아지는 특성을 가지고 있으므로 특수한 고압 점등용 변압기인 누설변압기를 사용한다. 
간판 산업은 지난 몇 십 년간 몰락하고 있으며, 여러 도시들은 보존과 골동품 네온 사인 복원에 관심을 두고 있다.

## 그림

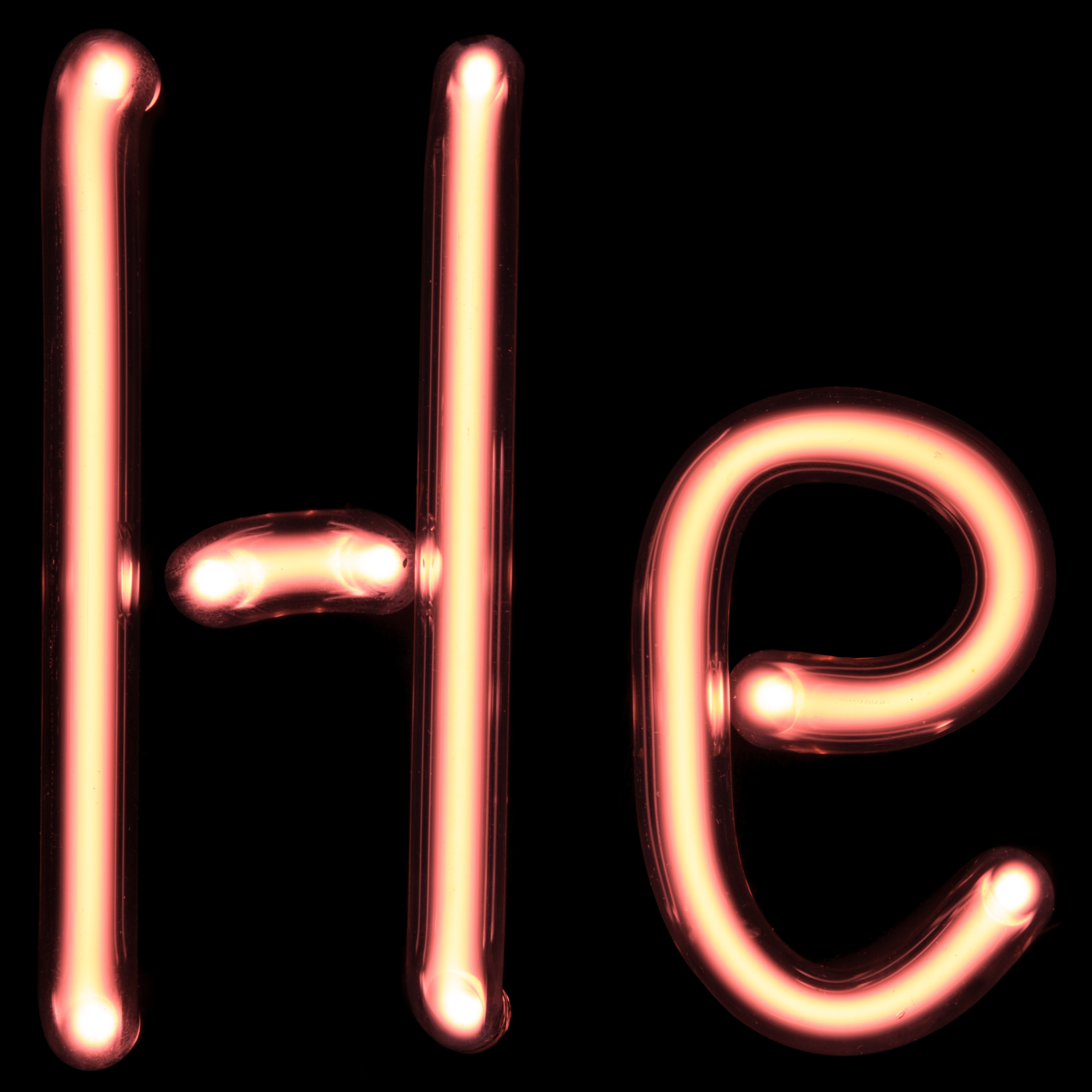
헬륨.
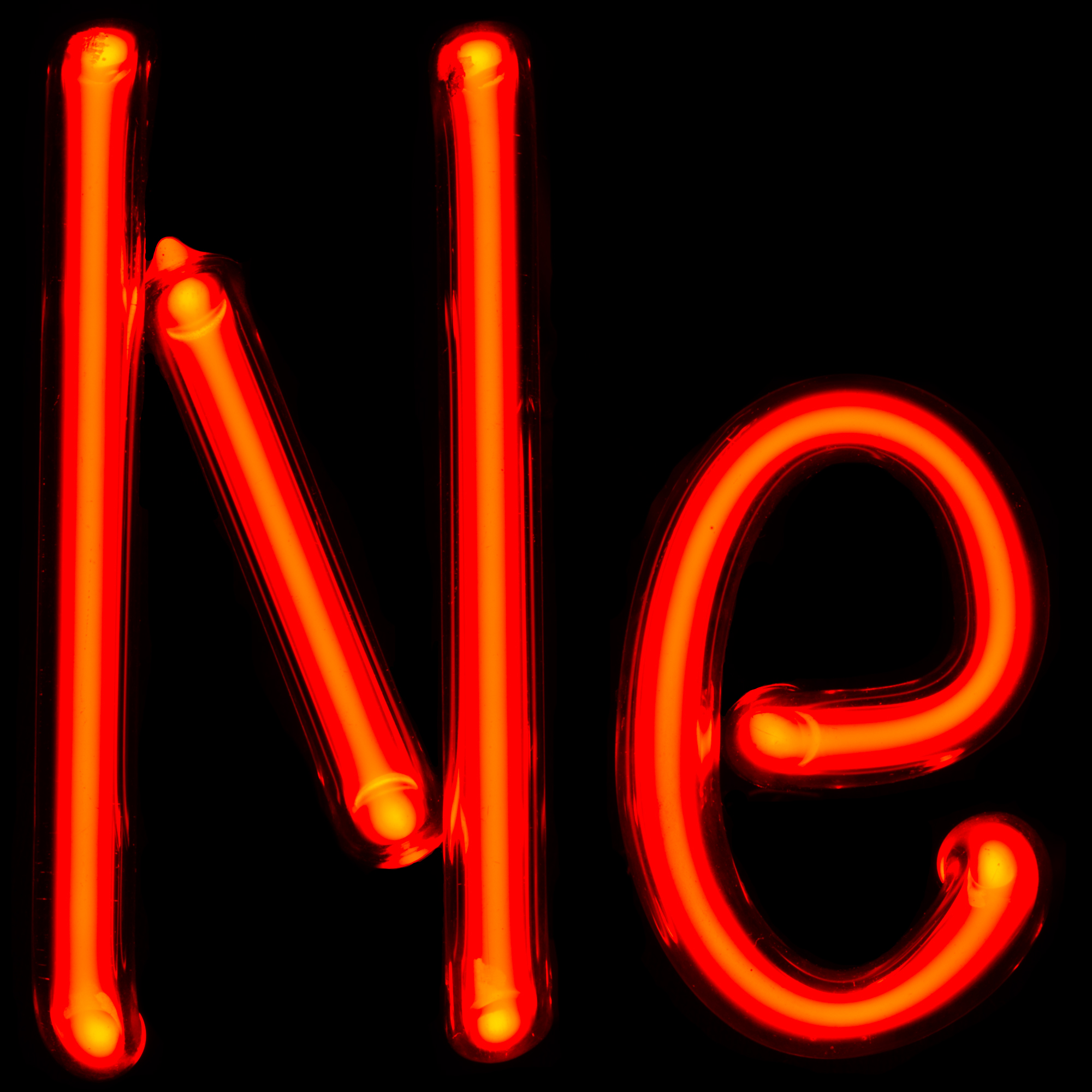
네온. 가장 널리 쓰인다.
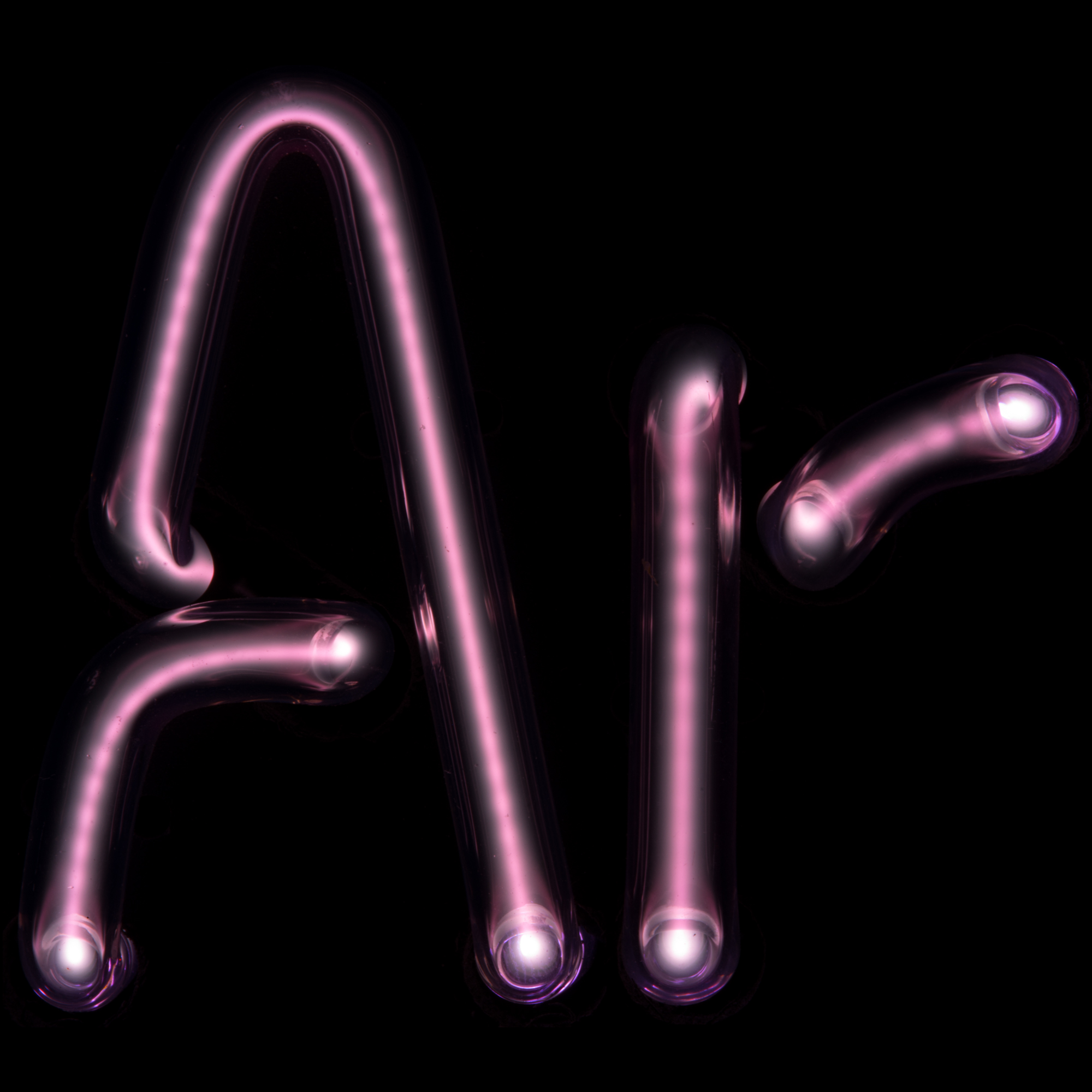
아르곤. 두 번째로 많이 쓰인다.
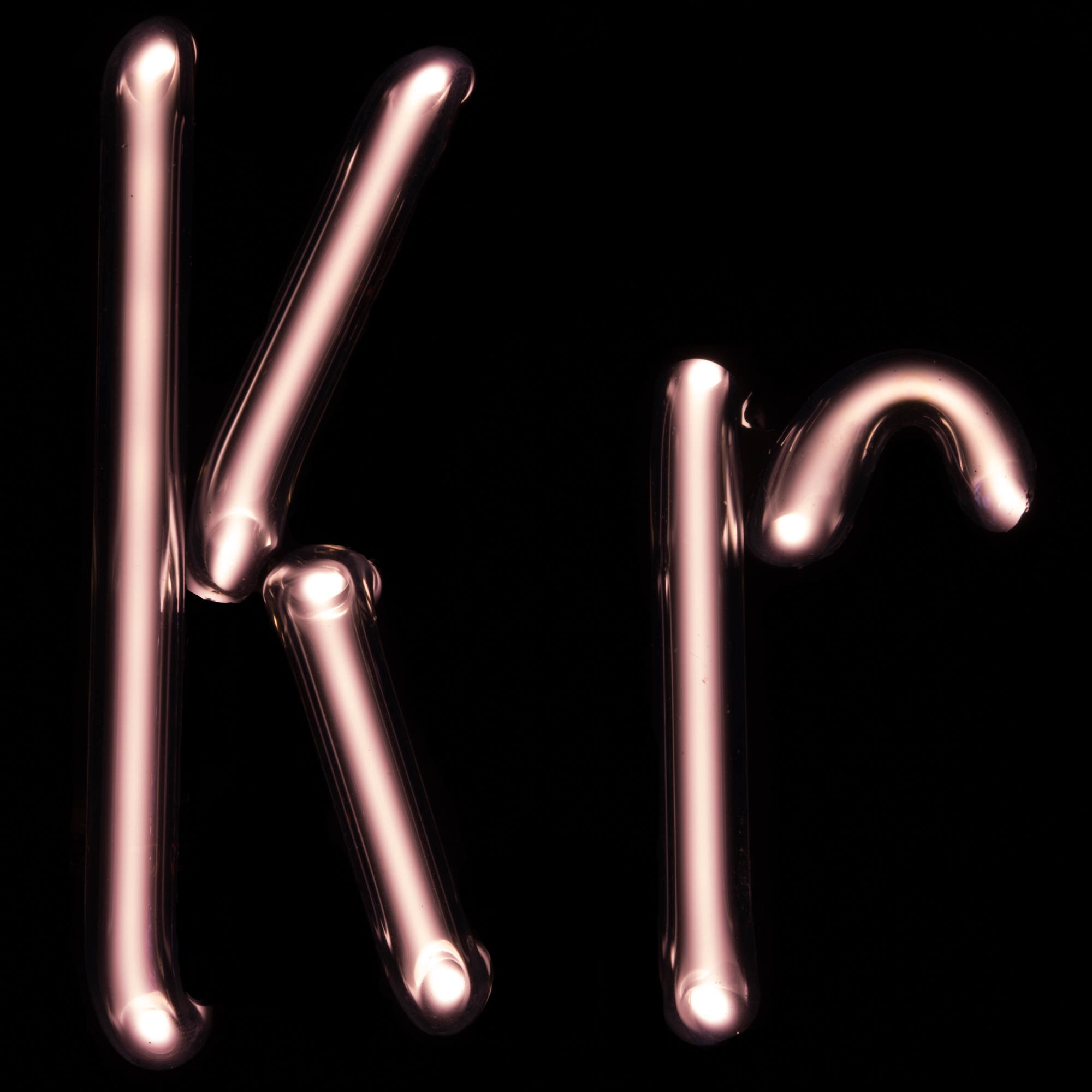
크립톤.
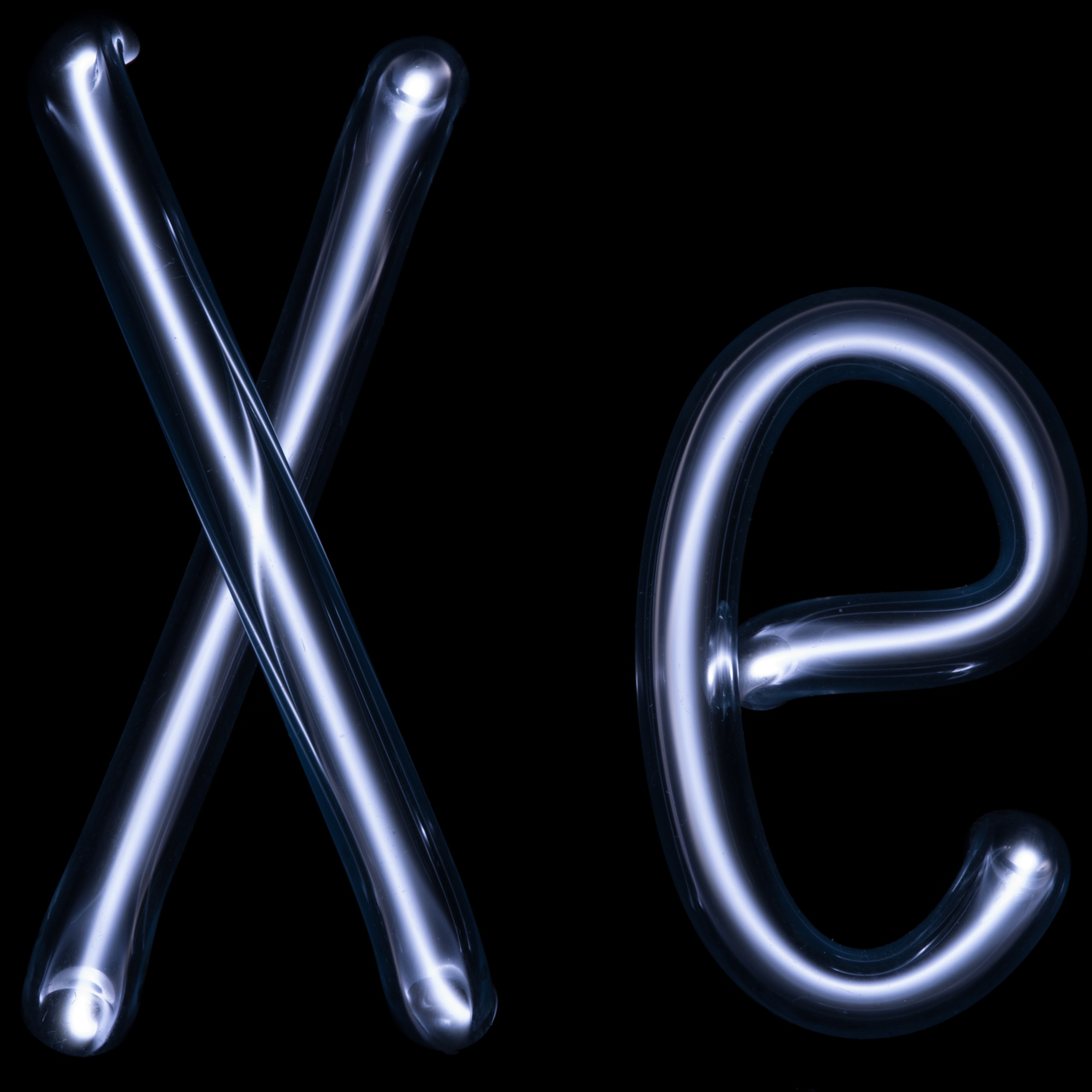
제논.

## 역사

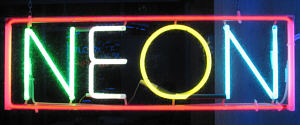

1893년 니콜라 테슬라가 시카고 세계 박람회에서 네온 아트를 시연했다. 1898년 네온의 발견은 게이슬러 튜브에 화려한 붉은 빛의 관찰을 포함했다.
프랑스인 조지 클로드의 에어리퀴드사는 이 잠재성 많은 가스의 대량 생산에 나섰고 1910년 파리 모터쇼에서 12미터에 달하는 대형 네온관을 선보였다. 파리의 고전적 건물들이 가장 먼저 네온의 화려한 치장을 입기 시작했다.
클로드가 새로 설립한 클로드 네온 사는 1923년 미국에 상륙했다. 로스앤젤레스에 처음 들어선 선명한 ‘Packard’ 글씨는 미국인들의 시선을 사로잡으며 아메리카 대륙에서도 빠르게 네온 사인이 퍼졌다.
한반도에서는 1920년대 후반 오늘날의 명동과 충무로 일대에 이 새로운 풍경이 등장하기 시작했다. 1934년 12월 8일자 동아일보는 ‘네온 가두街頭 대매출 기旗 아래 한숨짓는 룸펜의 영자(影子·그림자)’라는 스케치 기사를 실었다. ‘금은 패물과 능라비단이 오색영롱한 일류미네이션(illumination)에 어울려 눈을 부시게 하고 전차소리, 자동차소리, 유행곡 레코드소리 어울려서 저문 거리를 휘몰아가지마는 바뿐 때도 한가한 이 거리의 룸펜군은 언제 이 땅에서 자취를 감추게 되는고?’ 네온 사인은 중일 전쟁과 6.25 전쟁, 석유파동으로 인한 정부의 규제에도 불구하고 경제 성장과 함께 인기를 끈다.
현대에 들어서는 제작과 설치가 간단하고 에너지 효율이 높은 LED에 밀려 사장되고 있다.

## 제작

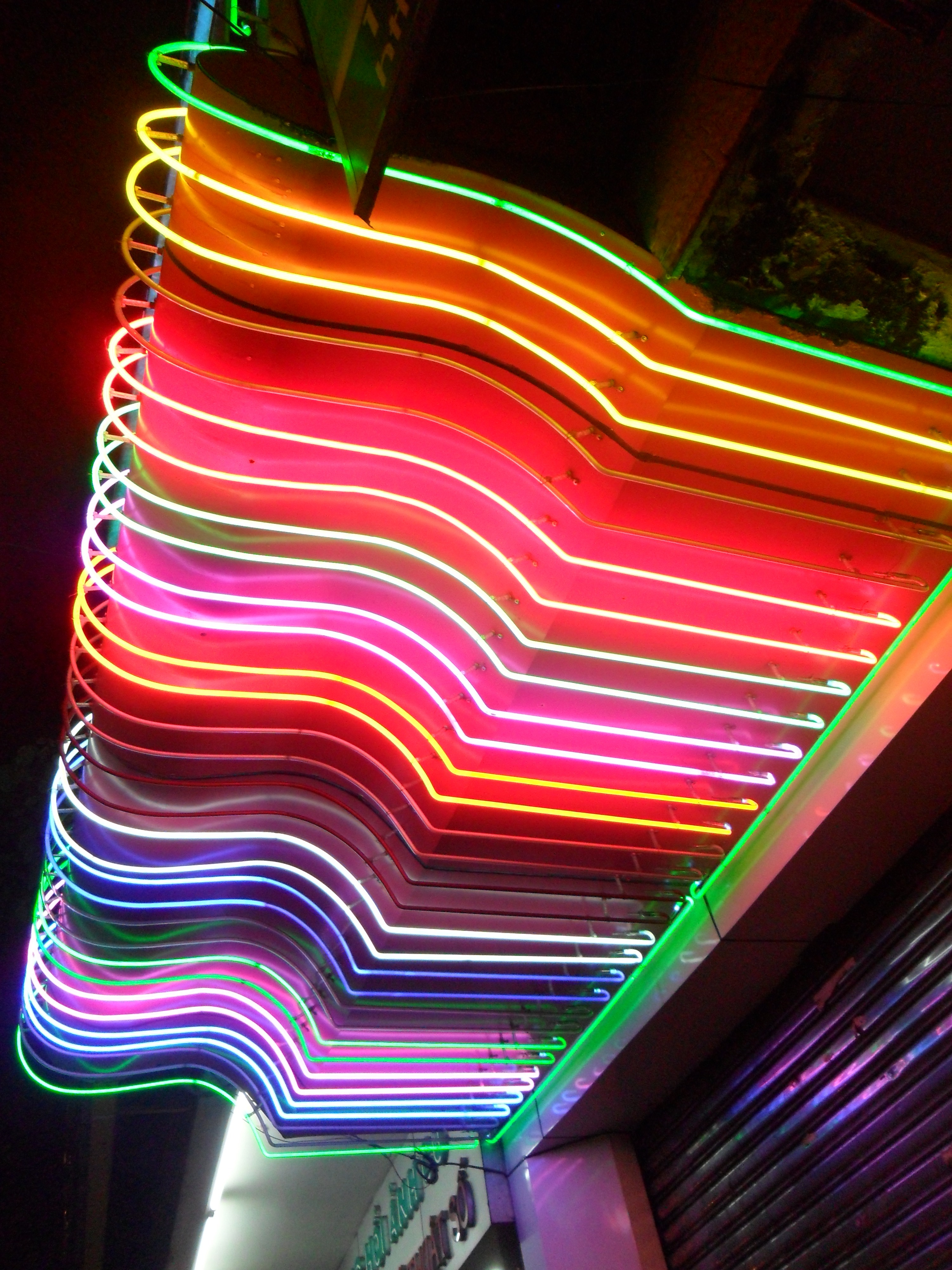

### 충격
튜브는 그 자체가 고품질의 진공 펌프에 부착되는 매니폴드에 부착된다. 이 전류와 전압이 훨씬 튜브의 최종 동작에서 발생하는 수준 이상이다. 가스 및 불순물이 튜브 내부로 미리 충전 충격에서 해방되면 이들은 빠르게 펌프로 이동한다. 튜브가 추운 기후에서 설치될 때, 아르곤과 헬륨의 예비 혼합물 조합은 종종 순수한 아르곤 대신 사용한다. 아르곤 또는 아르곤/헬륨을 사용하는 경우 적은 양의 수은을 첨가한다.

### 열처리 네온 튜브
열처리 네온 튜브는 생산성이 낮지만, 음극 손상이 상당히 적고, 수명이 길고 밝은 더 깨끗한 맞춤식 튜브를 만들 수 있으며 6mm 외경에 이를 정도의 작은 크기와 직경의 튜브를 만들어낼 수 있다.

## 같이 보기
- 네온
- 네온등